# 두 파산
〈두 파산〉(두 破産)은 1949년 8월 《신천지》 38호에 발표한 염상섭의 단편 소설로, 〈그 초기〉, 〈일대의 유업〉, 〈임종〉과 함께 8·15 광복 이후 발표된 염상섭의 대표적 단편 소설이다. 작자의 근대적 사실주의풍의 작품 중 하나로, 제목인 '두 파산'은 정례 모친에게 발생한 '물질적 파산'과 김옥임에게 발생한 '정신적 파산'을 상징한다.
내용은 광복 직후 한국 사회를 배경으로 3인칭 관찰자 시점으로 진행되며, 가난 속에서 학교 앞 문방구점을 꾸려나가는 정례 모친과 가게를 경영하는데 필요한 돈을 투자한 대신 일정한 이익을 배분받는 동업 조건을 내세워 고리대금업으로 이득을 획득하는 김옥임 등 두 사람을 주인공으로 한다. 정확하고 치밀한 객관적 사실 묘사로서 사회의 한 단면을 날카롭게 드러낸 작품으로, 경제의 불안정성으로 야기된 당대의 혼란한 사회상을 풍자하며 물질만능주의의 비인간적인 현실로 인해 하류 계층으로 전락하게 되는 삶의 진실을 예리하게 파헤쳤다.

## 줄거리
정례 어머니는 생활이 어렵자 남편을 졸라서 은행에서 집을 담보로 30만원을 대출받고 문방구를 시작한다. 그러나 돈이 모자라게 되자 같이 동경 유학 생활을 했던 김옥임에게 20만원의 돈을 빌리게 된다. 또한 교장한테도 5만원을 빌린다. 그러자 정례 어머니가 하는 문방구가 장사가 어린이들이 만화를 보러 올 정도로 잘 되고, 김옥임은 자신보다 나이가 많은 부자와 애정없는 결혼을 한 자기와 달리 정례 어머니는 남편, 아들, 따님과 행복하게 살자, 그녀는 행복하게 사는 정례 어머니를 질투하며 정례 어머니와 공동으로 합의한 20만원중 10만원을 빚으로 바꾸고 교장은 김옥임의 빚과 자신의 빚을 갚으라고 했다.